# Клевер (компания)
Клевер - российская машиностроительная компания, производитель прицепной и навесной сельскохозяйственной техники. Офис компании расположен в г. Ростове-на-Дону, производственные площадки в Ростове-на-Дону, Морозовске и Таганроге (Ростовская область).
По данным ассоциации «Росагромаш»  компания входит в первую пятерку российских производителей сельскохозяйственной техники.

## История завода
В 1903 году в Морозовске открыта литейная мастерская по производству веялок, плугов и косилок из чугуна .
В 1920 — 1930 г.г. завод производит: поршни для тракторов СХТЗ, автомобилей «АМО» и «ЗИС», поршневые пальцы на все марки тракторов и отечественных автомобилей, а также запчасти к сельхозмашинам и импортным автомобилям.
В 1956—1984 г.г. завод «Морозовсксельмаш» выпускает уборочную технику.
В 2004 г. завод вошел в холдинг «Новое Содружество» и начал выпускать прицепную и навесную технику для кормозаготовки и технику для зернопереработки.
В 2006 году — осуществлен ребрендинг ОАО «Морозовсксельмаш» в Klever.
В 2008 году компания Klever вошла в состав Ростсельмаш .
В декабре 2015 года завод «Морозовсксельмаш» в результате присоединения вошел в состав АО "Клевер"
В 2021-2022 г.г. активы компании увеличиваются за счет приобретения в г. Таганроге территории бывшего Таганрогского автомобильного завода общей площадью 78 га, из которых 150 000 кв. метров цехов и помещений  

## Собственники и руководство
Стратегическим собственником предприятия является компания «Новое Содружество» (основатели и управляющие партнеры — Бабкин Константин Анатольевич, Удрас Дмитрий Александрович и Рязанов Юрий Викторович). Генеральный директор Клевер — Виноградов Александр Михайлович .

## Деятельность
Машиностроение: конструирование и производство прицепной и навесной сельскохозяйственной техники для кормозаготовки, зернопереработки и почвообработки, а также коммунальной техники и прицепных опрыскивателей. В 2013 г. объем отгрузки готовой продукции компании составил свыше 2,5 млрд рублей.